# Poirino
Poirino – miejscowość i gmina we Włoszech, w regionie Piemont, w prowincji Turyn.
Według danych na rok 2004 gminę zamieszkiwało 8930 osób, 119,1 os./km².